# Gold Coast Football Club
Der Gold Coast Football Club, auch Gold Coast Suns, ist ein Australian Football Team aus Gold Coast, Queensland, welches seit 2011 in der Australian Football League spielt. Die Spielstätte ist das Heritage Bank Stadium (auch Carrara Stadium) mit einer Kapazität von 25.000 Zuschauern in Carrara, einem Vorort von Gold Coast. Die Vereinsfarben sind Rot, Gold und Blau.

## Geschichte
Nach der Gründung nahmen die Suns 2009 am TAC Cup teil, bei dem sie den fünften Platz belegten. 2010 spielten sie in der Victorian Football League mit einer sehr jungen Mannschaft inklusive zwölf 17-jährigen Talenten. Im darauffolgenden Jahr absolvierten die Suns schließlich ihr erstes AFL-Match und belegten am Ende der Saison den letzten Tabellenrang mit drei Siegen und 19 Niederlagen, womit sie den Wooden Spoon als schlechteste Mannschaft erhielten. 2012 konnte sich Gold Coast um einen Rang verbessern und beendete die Saison mit drei Siegen und 19 Niederlagen vor den Greater Western Sydney Giants auf dem vorletzten Tabellenrang. Das bislang beste Ergebnis erreichte man mit Tabellenplatz 12 im Jahr 2014, wobei es Gold Coast noch nie gelang, die Regular Season zu überstehen und in die Finals einzuziehen. 2019 kam ein weiterer Wooden Spoon hinzu.

## Erfolge
- Wooden Spoons (2): 2011. 2019